# کرد (آق‌قلا)
کرد روستایی در دهستان آق‌التین بخش مرکزی شهرستان آق‌قلا استان گلستان ایران است.

## جمعیت
بر پایه سرشماری عمومی نفوس و مسکن در سال ۱۳۹۵ جمعیت این مکان ۲٬۲۳۴ نفر (۶۳۹خانوار) بوده‌است.